# Antonio Bucciero
Antonio Bucciero (Napoli, 29 aprile 1982) è un ex ciclista su strada italiano.
Tra gli Juniores fu medaglia d'argento in linea ai Mondiali di Plouay 2000; attivo come dilettante nel biennio 2001-2002, fu poi professionista dal 2003 al 2007 con Saeco, Acqua & Sapone e Panaria, salvo una parentesi tra aprile 2005 e fine 2006.

## Palmarès

### Strada
- 1999 (Juniores)

Classifica generale Grand Prix Rüebliland
- 2000 (Juniores)

Coppa Palazzolo
Gran Premio Marcello Falcone
Trofeo Emilio Paganessi
Trofeo Fiaschi Alfredo
- 2002 (G.S. Garda-Egidio, due vittorie)

Trofeo Franco Balestra
Trofeo Caduti di Soprazocco
- 2004 (Saeco, una vittoria)

1ª tappa Bayern Rundfahrt (Selb > Roth)
- 2005 (Ceramiche Pagnoncelli-NGC-Perrel, cinque vittorie)

2ª tappa Giro delle Valli Cuneesi (Santuario di Vicoforte > Dronero)
Circuito Silvanese
Circuito Mezzanese
Gran Premio Somma
Trofeo Comune di Acquanegra sul Chiese
- 2006 (Ceramiche Pagnoncelli-NGC-Perrel, sette vittorie)

Grand Prix Souvenir Jean-Masse
Trofeo Caduti di Soprazocco
Gran Premio San Giuseppe
Trofeo Papà Cervi
1ª tappa - 2ª semitappa Giro ciclistico della provincia di Cosenza (Grimaldi > Montalto Uffugo)
Circuito di Casalnoceto
Gran Premio Sannazzaro

#### Altri successi
- 2006 (Ceramiche Pagnoncelli-NGC-Perrel)

Circuito di Massa

## Piazzamenti

### Grandi Giri
- Vuelta a España

2003: ritirato (10ª tappa)

### Classiche monumento
- Milano-Sanremo

2005: 152º

### Competizioni mondiali
- Campionati del mondo

Verona 1999 - In linea Junior: 8º
Plouay 2000 - In linea Junior: 2º
Zolder 2002 - In linea Under-23: 60º

### Competizioni europee
- Campionati europei

Bergamo 2002 - In linea Under-23: 4º